# La strada
La strada è un film drammatico del 1954 diretto da Federico Fellini.
Ritenuto uno dei migliori film della storia del cinema, è l'opera che diede una grande notorietà internazionale al regista, che nel 1957 vinse l'Oscar al miglior film in lingua straniera alla 29ª edizione (anno in cui fu istituita tale categoria di premio). Il film è stato poi selezionato tra i 100 film italiani da salvare.

## Trama
Gelsomina è una ragazza fragile e presumibilmente con una lieve disabilità mentale che vive in condizioni di estrema povertà con la madre vedova e i suoi fratelli minori. Un giorno in paese arriva Zampanò, un rozzo saltimbanco che per guadagnarsi da vivere porta in giro i suoi primitivi spettacoli attraverso le lande più povere di  una l'Italia ancora contadina e semplice. L'uomo aveva già preso con sé Rosa, sorella di Gelsomina che però era morta improvvisamente; su richiesta dell'uomo la madre arriva a vendere anche la seconda figlia per guadagnare una minima somma di denaro.
Gelsomina segue così Zampanò, che le insegna a suonare la tromba e la fa partecipare come banditrice ai suoi spettacoli. La giovialità e l'ingenuità di Gelsomina non servono a mitigare il terribile carattere di Zampanò, nel quale il barbaro istinto di sopravvivenza guida ogni azione: spesso l'uomo la lascia sola per andare a sperperare in vino e donne i pochi soldi guadagnati, e altrettanto spesso lei scappa, finendo tuttavia per tornare sempre da lui.
Gelsomina viene trascinata in questa avventura venendo in contatto con realtà povere e grottesche; la sua strada incrocia presto quella di un giovane acrobata, definito da tutti il "Matto", dal carattere ben più sereno di quello di Zampanò, nonché molto più bello. A un certo punto, i tre finiscono per lavorare insieme nello stesso circo, dove il Matto inizia a prendere bonariamente in giro Zampanò: questi però non capisce l'ironia, rivelandosi ignorante come una scarpa (espressione spesso usata nel film), e dà il via a una rissa, in seguito alla quale Zampanò viene messo in carcere. Gelsomina avrebbe l'opportunità di lasciare il suo padrone e unirsi al circo ma si trova dilaniata dal dubbio di non contare nulla senza di lui: il Matto le insegna allora che tutte le cose di questo mondo hanno una loro importanza e così la persuade a tornare da Zampanò per cercare di intenerire il suo carattere burbero e insolente.
Zampanò viene rilasciato e i due partono nuovamente per il loro viaggio, trovandosi in un convento dove le suore si rendono conto degli abusi che l'uomo esercita sulla ragazza; le propongono di rimanere con loro ma lei, forte delle parole del Matto, rifiuta nuovamente. Qualche giorno dopo, i due ritrovano il Matto e Zampanò, ancora furioso per la faccenda del circo, lo colpisce con diversi pugni durante una colluttazione a cui assiste anche un'impietrita Gelsomina. Il Matto, sul punto di accorgersi dell'orologio da polso rotto nella rissa, collassa e muore.
Il saltimbanco è costretto a nascondere il corpo gettandolo sotto un ponte; Gelsomina, sconvolta per ciò che ha visto, inizia a manifestare un turbamento indefinibile, inconsolabile: durante gli spettacoli continua a ripetere che Zampanò ha ucciso il Matto, non vuole che lui le si avvicini, e nei brevi sprazzi di lucidità racconta al suo padrone come lei gli sia rimasta accanto grazie all'intercessione del Matto.
Zampanò, dopo essersi preso cura della ragazza per un breve periodo, non riesce a sopportare il fatto che Gelsomina gli ricordi continuamente il crimine che ha commesso e decide di abbandonarla lungo una strada deserta per continuare da solo a vagabondare per l'Italia.
Passano molti anni: Zampanò si è unito a un altro circo e, mentre è in pausa in una città, sente una ragazza canticchiare tra sé la canzone di Gelsomina: scopre così che la ragazza era arrivata in quella città, gravemente malata, e nei rari momenti di lucidità che aveva suonava la canzone con la sua tromba; successivamente la ragazza era morta. Sconvolto dalla notizia, Zampanò si ubriaca e provoca un'altra rissa coi suoi nuovi colleghi del circo, che lo scacciano; solo e sconsolato, si abbandona a un pianto disperato in riva al mare.

## Produzione

### Sceneggiatura
L'idea de La strada risaliva già al periodo de Lo sceicco bianco, film sempre di Fellini del 1952. Tullio Pinelli racconta che durante un viaggio in auto vide per strada una coppia di girovaghi che tiravano una carretta e pensò che su dei personaggi così si potesse fare un film. Al suo rientro a Roma raccontò l'idea a Federico Fellini il quale, a sua volta, espose la sua idea riguardo ai circhi. Insieme strutturarono il film ed in seguito ne parlarono con Ennio Flaiano che però sembrava essere contrario. Fellini incontrò molte difficoltà prima di realizzare il film: venne rifiutato da tutti i produttori e distributori ai quali lo propose poiché ritenuto di scarso appeal commerciale.
Il produttore Lorenzo Pegoraro propose invece a Fellini e Flaiano di realizzare una commedia: il risultato fu I vitelloni che ebbe un grande successo. L'unico ad accettare La strada fu Dino De Laurentiis.

### Cast
I produttori, oltre a sollevare dubbi sul soggetto, non volevano Giulietta Masina come protagonista. Dino De Laurentiis invece, dopo aver visionato il provino, la ritenne adatta per il ruolo di Gelsomina. Per lo stesso ruolo si pensò a Silvana Mangano, e anche Maria Pia Casilio fece un provino. De Laurentiis pensava che Anthony Quinn fosse adatto per il ruolo di Zampanò, avendolo scritturato in quel momento per Attila; decise quindi di far familiarizzare sul set del film il divo americano e Fellini, quindi chiese al regista di coprire il collega indisposto per un paio di giorni e di girare alcune scene.
Per il Matto erano stati presi in considerazione anche Walter Chiari e Alberto Sordi.

### Riprese
Le riprese si svolsero, con diverse interruzioni, tra l'ottobre del 1953 e il maggio del 1954 in vari paesi dell'Italia centrale tra cui Bagnoregio, Fiumicino, Rocca di Mezzo, Ovindoli, Cervia e i Castelli Romani e Pomezia.

## Distribuzione
Il film venne presentato alla 15ª Mostra internazionale d'arte cinematografica di Venezia dove fu accolto male dalla critica di "sinistra", poiché accusato di rifiutare il realismo e aprire alla favola e allo spiritualismo, mentre la critica "cattolica" se ne appropriò.
De Laurentiis decise di far uscire il film in Francia; affittò quindi un locale agli Champs-Élysées e ottenne un enorme successo.

## Riconoscimenti
- Premi Oscar 1957
  - Miglior film straniero
  - Candidatura per la migliore sceneggiatura originale
- Festival di Venezia 1954
  - Leone d'argento
  - In concorso per il Leone d'oro
- Nastri d'argento 1955
  - Miglior regista
  - Produttore del miglior film

- National Board of Review Awards 1956
  - Migliori film stranieri
- New York Film Critics Circle Awards 1956
  - Miglior film straniero
- Premio Bodil 1956
  - Miglior film europeo
- Premi BAFTA 1956
  - Candidatura per il miglior film internazionale
  - Candidatura per la migliore attrice straniera a Giulietta Masina

## Curiosità
- Durante la sera della premiazione a Venezia, la scelta della giuria di ignorare Senso e dare un premio a La strada scatenò una bagarre fra i sostenitori di Luchino Visconti, tra cui Franco Zeffirelli, e quelli di Fellini.
- Alexander Korda propose a Fellini, che rifiutò sorridendo, di produrne un seguito intitolato Le avventure di Gelsomina.[4]
- Il film fu girato in parte nel famoso Circo Saltanò, con attori e comparse prese da questo circo, tanto che Fellini mutò il nome di Anthony Quinn da Saltanò in Zampanò, mescolandolo con Zamperla (cognome di un'altra famiglia circense).
- In una scena del film Disney-Pixar Luca è possibile intravedere la locandina del film affissa su un muro.
- Il video ufficiale della canzone Principessa di Marco Masini, uscita nel 1995, è un omaggio al film.[5]
- In tedesco il nome 'Zampano', reso celebre dal film di Fellini, ha addirittura acquisito per antonomasia il significato di "gradasso".[6]

## Nella cultura di massa
Nel 1967 fu tratto dal film il balletto omonimo, con coreografie di Mario Pistoni e musiche di Nino Rota.
Nel 1991 una rivisitazione a fumetti, disegnata da Giorgio Cavazzano, uscì su Topolino.